# ポール・マデン
- ポール・マッデン

ポール・ダミアン・マデン（英語: Paul Damian Madden CMG FRGS、1959年4月25日 - ）は、イギリスの外交官。日本駐箚英国特命全権大使。エリザベス女王よりCMG（聖マイケル・聖ジョージ勲章）を授与された。

## 経歴
- ケンブリッジ大学ゴンヴィル・アンド・キーズ・カレッジで経済地理学の修士号を取得。 ダラム大学にてMBAを取得。英国王立地理学会のフェロー。
- 外交官になる前に日本語をロンドン大学東洋アフリカ研究学院および神奈川県鎌倉で学ぶ。
- 外務省入省前の1980年より1987年まで、貿易産業省（現：国際通商省）にて、様々な貿易政策や産業セクターを担当。日本担当課長や大臣秘書官（2年間）を務める。
- この間、1982年に日本国外務省主催のエッセイ・コンテストにて優勝し、初来日。
- 1988年、日本へ赴任。以後4年間、経済・貿易政策部一等書記官。
- 1996年 - 2000年 駐米英国大使館にて勤務。
- 1992年 - 1996年 外務省本省にて欧州連合の拡大および環境問題担当。
- 2000年 - 2003年 駐シンガポール英国副高等弁務官
- 2003年 - 2004年 外務省情報副局長。パブリック・ディプロマシー政策担当。チーヴニング奨学金制度の管理やBBCワールドサービス及びブリティッシュ・カウンシルへの、英国外務省の財政的支援等に携わる。
- 2004年 - 2006年 貿易・対英投資総省（現：国際通商省）に出向。マネージング・ディレクターとして多岐に亘るセクターの企業を支援する、国際貿易開発戦略の調整および施行を担当。2005年には愛知万博でイギリス館の受賞に関わったチームを率いる。
- 2007年 - 2011年 駐シンガポール英国高等弁務官
- 2011年 - 2015年 駐オーストラリア英国高等弁務官
- 2015年 アジア大洋州特別局長[1][2]
- 2017年1月 - 2021年2月 日本駐箚英国特命全権大使

### 駐日大使として
2017年1月18日、皇居で信任状を捧呈。同年8月6日、広島で開かれた平和記念式典に参列している。また、3日後の8月9日には長崎の平和祈念式典に参列し、広島と同様に原爆の犠牲者への哀悼の意を表明した。
2017年1月10日、安倍晋三内閣総理大臣が日本語を話す駐日各国大使22名を総理公邸に招いて昼食会を主催したが、マデン大使も参加した各国大使のうちの一人であった。また、2018年12月14日に開催された昼食会にもマデン大使が参加している。
2019年10月22日、皇居正殿松の間で今上天皇の即位礼正殿の儀が執り行われ、チャールズ3世（当時皇太子）と共に参列した。
2020年8月6日、原爆投下から75年目を迎える広島で開催された平和記念式典に参列し、原爆死没者への哀悼と平和への祈りを捧げた。
2020年12月4日、自身のツイッターで全国47都道府県を制覇したと伝えた。

### 書籍
- 2003年Madden, Paul (2003). Raffles : lessons in business leadership. Singapore: WhosWhoPublishing

## 脚注

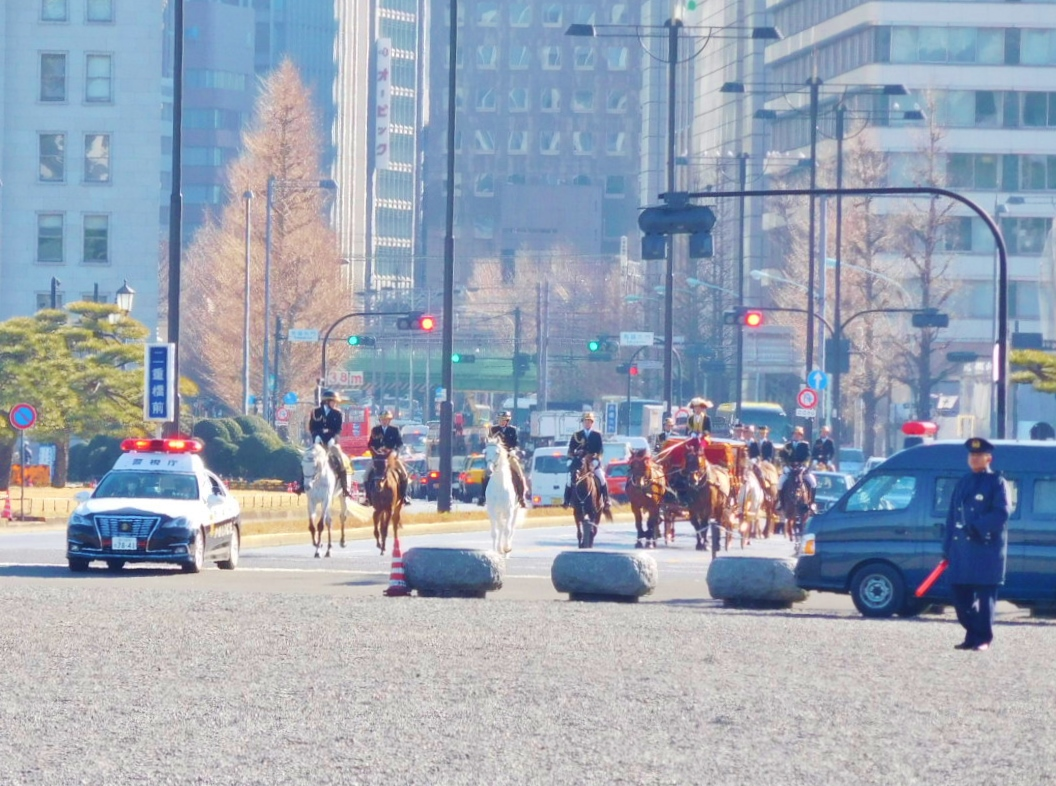
駐日英国大使・信任状捧呈式(2017年1月18日)